# 9 a. C.
El año 9 a. C. fue un año común comenzado en miércoles, jueves o viernes, o un año bisiesto comenzado en jueves (las fuentes difieren) del calendario juliano. También fue un año bisiesto comenzado en lunes del calendario juliano proléptico. En aquella época, era conocido como el Año del consulado de Druso y Crispinus (o menos frecuentemente, año 745 Ab urbe condita).

## Acontecimientos
- Novio Facundo coloca en el Campo de Marte en Roma un obelisco con forma de solárium.
- La región de Panonia es incorporada al Imperio romano como parte de Iliria (actual Hungría).
- Tiberio continúa la conquista de Germania.
- Augusto inaugura el Altar de la Paz (Ara Pacis), que había empezado a construirse en el año 13 a. C. tras su regreso triunfal de las campañas contra hispanos y galos.[1]

## Arte y literatura
- Se termina el Ara Pacis o "Altar de la Paz", que había sido iniciado cuatro años antes.
- Herodes termina la reconstrucción del Templo de Jerusalén.

## Nacimientos
- Herodes Agripa I, rey de Judea (f. 44 d. C.).
- entre el 13 y el 9 a. C.: Ptolomeo de Mauritania, rey de Mauritania (f. 40 d. C.).

## Fallecimientos
- En septiembre: Druso el Mayor, hijo del emperador Augusto.